# بيتر نوبل
بيتر نوبل (بالإنجليزية: Peter Noble)‏ (19 أغسطس 1944 بنيوكاسل أبون تاين في المملكة المتحدة - 6 مايو 2017) هو لاعب كرة قدم بريطاني في مركز الهجوم. لعب مع سويندون تاون ونادي بلاكبول ونادي بيرنلي ونيوكاسل يونايتد وConsett A.F.C. ‏.

## وصلات خارجية
- بيتر نوبل على موقع قاعدة بيانات كرة القدم.إي يو (الإنجليزية)
- بيتر نوبل على موقع Soccerbase.com (لاعب) (الإنجليزية)
- بيتر نوبل على موقع عالم كرة القدم.نت (الإنجليزية)